# Böhmen-Mährens herrlandslag i ishockey
Böhmen-Mährens herrlandslag i ishockey representerade Böhmen-Mähren i ishockey under andra världskriget.

## Historik
Laget spelade sin första match den 11 januari 1940, då man besegrade Tyskland med 5-1 i Prag.

## Matcher
| Datum           | Spelplats              |               |           | Resultat | Typ av match                           |
| --------------- | ---------------------- | ------------- | --------- | -------- | -------------------------------------- |
| 11 januari 1940 | Prag                   | Böhmen-Mähren | Tyskland  | 5 – 1    | Vänskapsmatch                          |
| 1 februari 1940 | Garmisch-Partenkirchen | Böhmen-Mähren | Slovakien | 12 – 0   | Internationella vintersportveckan 1940 |
| 3 februari 1940 | Garmisch-Partenkirchen | Böhmen-Mähren | Italien   | 5 – 0    | Internationella vintersportveckan 1940 |
| 4 februari 1940 | Garmisch-Partenkirchen | Böhmen-Mähren | Ungern    | 6 – 0    | Internationella vintersportveckan 1940 |
| 6 februari 1940 | Prag                   | Böhmen-Mähren | Ungern    | 1 – 1    | Vänskapsmatch                          |
| 7 februari 1940 | Prag                   | Böhmen-Mähren | Ungern    | 2 – 1    | Vänskapsmatch                          |

### Fotnoter
1. ↑  ”Official Games” (på engelska). National Teams of Ice Hockey. https://nationalteamsoficehockey.com/wp-content/uploads/2020/05/Protectorate-Bohemia-Moravia-Men-Official-Results.pdf. Läst 29 augusti 2011.